# Тихо над річкою
Ти́хо над рі́чкою  — пісня поета Спиридона Черкасенка та композитора Порфирія Батюка.
У виданні другого тому своїх Творів (Відень, 1920) Спиридон Теодосійович Черкасенко датує поезію «Над річкою» 1906 роком.
1922 року Порфирій Кирилович Батюк задля «збільшення матеріалу для дитячого хору на слова видатних українських поетів» пише, упорядковує і видає у «простому гармонічному складі» Музичну хрестоматію, де дванадцятою подає пісню на слова С.Черкасенка під назвою «В но́чі над річкою».
Глибини почуттів, переданих композиційно довершеною поезією, разом із музикою, співзвучною українському мелосу, стали підґрунтям для широкого розповсюдження та набуття піснею статусу народної української, що дозволило виконавцям дещо вільно поводитися з оригінальним текстом. За радянської доби, з невідомих причин, зовсім зникла з виконання четверта строфа, що призвело до втрати цілісності вірша і позначилося на смислових акцентах ліричного твору.
Пісня має багато обробок і аранжувань. Серед найвідоміших — Григорія Верьовки у виконанні Хору ім. Г. Верьовки та Георгія Майбороди у виконанні Анатолія Солов'яненка та Капели бандуристів України ім. Г. Майбороди.
Узна́ваним і одним із улюблених є виконання пісні дуетом Олександр Таранець — Олена Слободяник. Найближчим до автентичного тексту є виконання Тараса Компаніченка.

## Слова
| Оригінал НАД РІЧКОЮ Тихо над річкою в ніченьку темную. Спить зачарований ліс. Ніжно шепоче хтось казку таємную. Сумно зітха верболіз. Нічка розсипала зорі злотистії: Он вони — в річці, на дні. Плачуть берези по той бік сріблистії, Стогне хтось тяжко в-ві сні. Що йому мариться? Щастя улюблене В хвилях зрадливих життя? Може то серце нудьгує загублене, Просить, шука вороття? — Важко навіки минулому зникнути!... Нічка зітхає, мовчить. Страшно і сумно, і хочеться скрикнути — Пітьму зловісну збудить. 1906 | В но́чі над річкою Тихо над річкою в ніченьку темную, спить зачарований ліс; Ніжно шепоче він казку таємную, сумно зітха верболіз. Нічка розсипала зорі злотистії. Он вони в річці на дні. Плачуть берези по той бік сріблистії Стогне хтось тяжко у сні. Що йому мариться?.. Щастя улюблене В хвилях зрадливих життя? Може, озвалося серце загублене — Просить, шука вороття... Важко навіки минулому зникнути... Нічка зітхає, мовчить... Страшно і сумно, і хочеться скрикнути— Пітьму таємну збудить. 1922 | Тихо над річкою Тихо над річкою, як зайде сонечко, Стелиться сизий туман; Ніжно шепочеться житнє колоссячко Там, де широкий наш лан. Нічка, як матінка, кличе працюючих Сил набиратись вві сні, Лиш соловейко й дівчата до півночі Любі співають пісні. Жду тебе, рідная, зіронько срібная, Серце в коханні тремтить. Ти ж не лякайся, що хтось нам зустрінеться, — Все навкруги уже спить. Ніченька літняя дуже короткая — Ось вже цілується з днем. Ти лиш пригорнешся до мого серденька, Й знову до праці підем. 1938 | Тихо над річкою Тихо над річкою, ніченька темная, Спить зачарований ліс. Ніжно шепоче він казку таємную, Сумно зітха верболіз. Нічка розсипала зорі сріблистії - Он вони в річці на дні. Плачуть берези по той бік кудрявії, Здалека линуть пісні. Нічка як матінка, кличе працюючих Сил набиратись вві сні. Лиш соловейко й дівчата до півночі Любі співають пісні. Що їм приснилося?- Щастя улюблене В хвилях бурхливих життя, Личенько дівчини ніжно голублене, Щирі її почуття. 21 століття |  |  |

## Галерея
| |
| С.Черкасенко (П.Стах). Твори. — Київ • Відень : Видавниче товариство «Дзвін», 1920. — Т. II. — С. 106. |

| |
| Батюк Порфирій Кирилович. Музична хрестоматія на вірші українських письменників [Ноти] : для двохголосного та трьохголосного хору [без супр.] / [комп. та автор передм.] П. Батюк. — Полтава : [б.в.], 1922. — С. 11. |

## Виконання
- Хор ім. Г. Верьовки - Тихо над річкою на YouTube
- Анатолій Солов'яненко, "Тихо над річкою" (автори: П.Батюк, обробка Г.Майбороди, слова С.Черкасенка), Національна Капела Бандуристів України; диригент Микола Гвоздь, 1986 in Ukrainian Anatoly Solovyanenko & National Capella of Bandurists sing "in quiet night on the river". Rec. 1986 на YouTube
- Олена Слободяник i Олександр Таранець Тихо над річкою (П.Батюк - С.Черкасенко) на YouTube
- "Тихо над річкою" виконує «Дударик назавжди» з нагоди свого 45-ліття. на YouTube
- Тарас Компаніченко - Тихо над річкою на YouTube
- Капела бандуристів імені Остапа Вересая. Тихо над річкою на YouTube